# Gowidon
Genre
Gowidon est un genre de sauriens de la famille des Agamidae.

## Répartition
Les deux espèces de ce genre se rencontrent en Australie et en Nouvelle-Guinée.

## Liste des espèces
Selon The Reptile Database (26 décembre 2015) :
- Gowidon longirostris Boulenger, 1883
- Gowidon temporalis (Günther, 1867)

## Publication originale
- Wells & Wellington, 1985 : A classification of the Amphibia and Reptilia of Australia. Australian Journal of Herpetology, Supplemental Series, vol. 1, p. 1-61 (texte intégral).